# Hans Globke
Hans Josef Maria Globke, född 10 september 1898 i Düsseldorf, död 13 februari 1973 i Bad Godesberg, var en tysk jurist och politiker.

## Tredje riket
Globke var 1938–1945 ministerialråd i Riksinrikesministeriet. Han avfattade en kommentar till de antijudiska Nürnberglagarna och ivrade för att de tyska judarna skulle fråntas sina rättigheter. Han verkade särskilt för lagen till skydd för det "tyska blodet"; ett av Globkes förslag att alla tyska judar skulle tvingas anta förnamnen Sara eller Israel.

## Västtyskland
Från år 1949 tjänstgjorde Globke vid förbundskanslerämbetet och var från 1953 statssekreterare och en av förbundskansler Konrad Adenauers närmaste medarbetare. Östtysklands högsta domstol dömde 1963 Globke till livstids fängelse in absentia.